# San Sperate
San Sperate (en sardo: Santu Sperau) es un municipio de Italia de 7.592 habitantes en la provincia de Cerdeña del Sur, región de Cerdeña. Está situado a 20 km al noroeste de Cagliari.
La región se encuentra dominada por extensas llanuras, y los ríos Flumineddu y Mannu la atraviesan. Esto, unido a la elevada fertilidad de los suelos, la convierte en uno de los centros agrícolas más importantes de toda la isla de Cerdeña.

## Lugares de interés
- Iglesia parroquial de San Sperate.

## Evolución demográfica
| Gráfica de evolución demográfica de San Sperate entre 1861 y 2008 |
|                                                                   |
| Fuente ISTAT - Elaboración gráfica de Wikipedia                   |